# Germán Casas
Germán Horacio Casas-Cordero Carrera (Santiago, 27 de mayo de 1939), conocido simplemente como Germán Casas, es un cantante chileno. Es uno de los músicos chilenos de rock and roll y twist más conocidos de las décadas de 1960 y 1970, el periodo conocido como la «Nueva ola», reconocido por ser la voz principal y emblemática del grupo The Ramblers. Algunas de sus canciones más conocidas son «Jugando al amor», «El rock del Mundial» y «Twist del estudiante».

## Biografía
Nació en 1939, hijo de Germán Casas Cordero y Alicia Carrera Vernier.
Germán Casas se volvió famoso en la década de 1960; muchas de sus canciones se transformaron en éxitos tanto en radio como en televisión, haciéndose un nombre conocido en todo su país natal. En 1961 se integró como vocalista del grupo Los Ramblers, del cual, y luego de constantes recesos entre 1965 y 1982 —donde grabó canciones como solista y vivió en Venezuela y Ecuador donde tenía empresas e industrias—, se retiró definitivamente en 1985, luego de grabar el LP The Ramblers siempre The Ramblers. En 1967 Casas estuvo entre los cinco artistas más populares de Chile en unos premios de la música nacional, luego de la publicación de su disco solista homónimo.
En 1991 viajó a Argentina a producir el disco solista Entre Lilas y Rosas, el cual lo consagra para presentarse en el Festival Internacional de la Canción de Viña del Mar de 1992, en el cual actuó nuevamente en 2002, con gran éxito.
A pesar de no tener nuevos sencillos exitosos en las décadas siguientes, Casas ha continuado realizando giras por Chile y otros países de Sudamérica. El 21 de noviembre de 2011 fue nombrado Socio Emérito de la Sociedad Chilena del Derecho de Autor (SCD), junto con Jorge Pedreros.

## Discografía

### EnLos Ramblers
- The Ramblers (1962)
- The Ramblers - Los Tigres (1964)
- Primer amor (1965)
- Ramblering (1966)
- Señor amor (1971)
- The Ramblers siempre The Ramblers (1984)
- The Ramblers canta Germán Casas (1992)

### Como solista
- Germán Casas (1967)
- Entre Lilas y Rosas (1991)
- Germán Casas (1993)
- Germán Casas GOLD (1996)
- Trilogía, tres décadas de amor (2002)